# Vũ Hà
Vũ Hà (20/12/1944 - 12/3/2010) nguyên là Phó trưởng ban Văn nghệ của Đài Tiếng nói Việt Nam, người từng được mệnh danh là "Kiện tướng Kịch Truyền thanh Quốc tế. Ông cũng là một trong số rất ít những đạo diễn nhận danh hiệu Nghệ sĩ ưu tú từ mảng sân khấu truyền thanh.

## Tiểu sử
Vũ Hà sinh ngày 20/12/1944 (Có tài liệu chép là sinh năm 1946), quê ở Khoái Châu, Hưng Yên (Quê gốc Xã Tân Tiến, huyện Văn Giang, tỉnh Hưng Yên.). Vũ Hà có một tuổi thơ nhọc nhằn và nghèo khó. Những ngày thơ bé ông quang gánh theo mẹ đi khắp các ngõ chợ ở Khoái Châu để kiếm sống. Đến năm 1946, bố mẹ ông quyết định ra Hà Nội làm ăn. Gia đình ông tá túc ở nhà một người bà con. Hàng ngày bố ông đẩy xe ba gác chở củi đến bán ở chợ Trại Găng, mẹ ông thì bán hàng xáo. Tiếp đó, bố ông xin được chân xé vé tàu điện. Hàng ngày, Vũ Hà, ngoài những buổi đến trường còn phụ giúp bố mẹ kiếm thêm những đồng bạc lẻ bằng cách đi bán báo, bán kem, đi đánh giày... ở tận cùng ngõ hẻm của các con phố Hà Nội. Học hết lớp 9, Vũ Hà tình nguyện đi vùng cao làm công nhân địa chất, chuyên đi khoan đất, đào hố sâu để khảo sát địa tầng. Nơi đặt chân đầu tiên là Bắc Kạn. Ông tự học và thi liền hai kỳ được hai bằng Bổ túc văn hóa Văn, Sử, Địa và Toán, Lý, Hóa. Hoàn thành chương trình lớp 10 phổ thông. Khi tình cờ ông biết Hội Nghệ sĩ Sân khấu đang tổ chức cuộc thi sáng tác kịch bản, nổi hứng, Vũ Hà viết thử một câu chuyện về những người bạn của mình mang tên "Tời và Mại" để tham dự cuộc thi, ông trúng giải B và phần thưởng là 4 mét vải kaki kèm theo một vật lưu niệm (có hình tên lửa Liên Xô được phóng vào vũ trụ). Thời gian này, ông theo học 5 năm Đại học Tổng hợp, có bằng cử nhân văn khoa. Và rồi ông được tuyển về làm tại Đài Tiếng nói Việt Nam.
Vũ Hà đến với sân khấu kịch truyền thanh vào giữa thập niên 70, khi ông được nhận về công tác tại Đài Tiếng nói Việt Nam. Ông là tác giả và đạo diễn của cả trăm vở diễn sân khấu truyền thanh. 35 năm đeo đuổi sự nghiệp sân khấu truyền thanh từ ngày bước chân về 58 Quán Sứ đầu năm 1970 cho tới khi nghỉ hưu năm 2005, Vũ Hà chuyên trách công tác biên kịch và đạo diễn kịch truyền thanh cho làn sóng Đài tiếng nói Việt Nam.[ Cũng đằng đẵng 35 năm ấy, ông còn là bình luận viên nghệ thuật, thường xuyên có những bài viết cho chương trình văn nghệ của Đài và báo chí. Những bài viết mang đậm bản sắc chính luận đề cập tới đời sống sân khấu hơn ba thập kỷ.
Trước những ngày bị nhập viện mỗi tuần một lần, Vũ Hà vẫn đạp chiếc xe cà tàng đã gắn bó với ông hàng chục năm nay để đến Đài tham gia chuyên mục bình luận vở kịch truyền thanh dài kỳ "Khát vọng sống" dài 104 tập.
Ông qua đời đột ngột ở tuổi 67 vì căn bệnh ung thư phổi. Vũ Hà qua đời vào 17h45' ngày 12/3/2010 (tức 27 tháng 1 năm Canh Dần).

## Cống hiến
Ông được xem là một trong những người đầu tiên đưa nghệ thuật kịch truyền thanh vào chuyên mục sân khấu truyền thanh, đó là cách kết hợp có hiệu quả giữa lời nói với âm nhạc và tiếng động để làm cho thính giả có thể hình dung những cái không nhìn thấy một cách gần gũi nhất, sống động nhất, phong phú nhất, biến người nghe thành người sống cùng với các nhân vật trong vở kịch, với từng tình huống kịch.

## Quan điểm
"Diễn xuất Kịch truyền thanh đòi hỏi phải có tính nghệ thuật cao, nhất là tính biểu cảm và sự chân thực khi thể hiện tâm lý nhân vật. Người thể hiện phải thể hiện được những tố chất cần có ấy trong studio, chỉ bằng phương tiện duy nhất là tiếng nói trước bạn diễn lạnh lùng mà vô cùng nhạy cảm là micrô..."
Chỉ có yêu nghề, say nghề thì mới có ý thức tìm tòi, sáng tạo và dâng hiến. Không yêu, không say thì chẳng thể đi đến tận cùng con đường mình đã chọn.
Đối với tôi, sân khấu luôn là một chân trời nghệ thuật đầy sức quyến rũ. tôi khóc vì nó, tôi cười vì nó..Tôi đã được sống những ngày có ý nghĩa nhất!

## Tác phẩm
Ông là tác giả và đạo diễn của cả trăm vở diễn sân khấu truyền thanh. Ông còn viết sách, viết hàng loạt bài báo về các vấn đề liên quan đến sân khấu nói chung và sân khấu truyền thanh nói riêng. (Bài báo mới nhất in vào số kỷ niệm 100 năm ngày Quốc tế Phụ nữ (8/3/1910 - 8/3/2010) mang tựa đề "Người yêu dấu ơi…" trên Báo "Văn nghệ Công an" số 123, ông vẫn chưa kịp lấy nhuận bút nhưng ông đã mất)

### Kịch truyền thanh
- Bản danh sách điệp viên
- Cánh cửa mở rộng
- Tình yêu của em
- Chuyến xe điện ra mặt trận[1]
- Lời không có trong kịch bản
- Dòng sông ánh sáng
- Cái chết của nữ tài tử dạy hổ
- = Dragostea Din Tei =

Đặc biệt, vở "Cái chết của nữ tài tử dạy hổ" đã được tham gia Festival kịch truyền thanh Thế giới năm 1996 tại Moskva, được đánh giá là một tác phẩm có sức truyền cảm, ông được phong danh hiệu: "Kiện tướng Kịch Truyền thanh Quốc tế"

### Sách
Ông tác giả của 8 đầu sách liên quan đến sân khấu:
- Kịch truyền thanh - một chân trời nghệ thuật (cuốn sách giúp ông giành giải thưởng năm 2002 của Hội Nghệ sĩ sân khấu Việt Nam) [1]
- Cuốn theo kịch trường (tập tiểu luận, phê bình,Nhà xuất bản Sân khấu ấn hành vào giữa năm 2009) [1]

## Đánh giá
Trong ký ức ông, đó là những tháng ngày cơ cực, bần hàn nhưng hạnh phúc bởi ông được sống trong vòng tay yêu thương của bố mẹ và những giờ khắc rong ruổi với những thú riêng mà không phải đứa trẻ nào ở tuổi ông hồi đó cũng cảm nhận được. Ông từng bảo, giờ đây, ở tuổi thất thập cổ lai hy, nhưng đi đâu gặp những cậu bé đánh giày, bán báo, ông vẫn như thấy lại được những ngày thơ bé nghèo khó của mình, và dù trong túi không rủng rỉnh tiền bạc, ông vẫn dành hết vài đồng tiền lẻ để cho những cậu bé đánh giày, bán báo ấy... Khi đứng ở vai trò là đạo diễn, Vũ Hà mê mẩn hướng dẫn từng tiếng nói cho diễn viên, như thể ông đang phân thân ra thành những phận người. Ông biết cách "gảy" đúng lúc, để làm bật ra được tính cách nhân vật. (Trần Hoàng Thiên Kim)
Mất Vũ Hà, sân khấu kịch truyền thanh mất đi một trong những người nắm rõ nhất những đặc trưng riêng biệt của loại hình sân khấu rất độc đáo này. Khoảng trống ấy khó lòng bù đắp nổi - cho dù, với sự mở rộng của sân khấu bây giờ, nhiều khán giả đã bắt đầu quên đi kịch truyền thanh, món ăn tinh thần quen thuộc trong bao nhiêu năm trước...(Chiêu Minh) 
Cách viết của Vũ Hà hấp dẫn người đọc bởi ông không sa đà vào rừng lý luận, ngồn ngộn hiện thực kịch trường, những vấn đề nóng bỏng được biện dẫn qua những tác phẩm, tác giả, đạo diễn cụ thể, một phong trào, một hội diễn cụ thể. Không né tránh, không ngại động chạm nhưng khúc triết, chân tình. Cái tình của người trong cuộc, cái tình nghệ sĩ. Những thành công, thành tựu ông không dè dặt tôn vinh, ngợi ca. Ngược lại, cũng chỉ ra những khiếm khuyết cần chỉnh sửa...Cái tình thân mến của những người làm nghề với nhau, có róng riết nhưng không chì chiết, xói móc, mà gần gũi, trân trọng...Gấp lại hơn 400 trang sách, không chỉ hiểu thêm đời sống sân khấu hơn ba thập kỷ vừa qua, mà lắng đọng trong tôi tâm huyết của một nhà báo với nghề, với nghiệp, với cuộc sống hôm nay - nhà báo – Nghệ sĩ ưu tú Vũ Hà (Bùi Phương Thảo, Cảm nhận khi đọc "Cuốn theo kịch trường") 
Trong một bài viết về Nghệ sĩ ưu tú Vũ Hà, nhà thơ Nguyễn Trọng Tạo nhận xét: "Vũ Hà là một nghệ sĩ sống rất bình dị. Mái tóc bạch kim với lối sống bình dị, đôn hậu khiến anh nổi bật lên trong đám bạn bè mà tôi quen biết.
Nhớ cách đây vài chục năm, thời tem phiếu, thỉnh thoảng gặp anh trên đường với chiếc xe đạp cà tàng sau giờ tan tầm, khi chở trên xe bao gạo, bó rau hay can dầu đun bếp. Chỉ cần vẫy tay một cái là anh mừng rỡ dừng xe, kéo nhau vào quán cóc bên đường, uống chén rượu. 
Bây giờ sang thời đại mới, bạn bè xây nhà lầu, tậu xe máy, Vũ Hà vẫn ở căn phòng nhỏ tầng hai khu tập thể Nguyễn Công Trứ xây từ năm 1960 chật chội và hàng ngày vẫn phải đi làm bằng chiếc xe đạp cà tàng ngày xưa ấy".
Nhà báo Nghiêm Nhan, người bạn vong niên của Nghệ sĩ ưu tú Vũ Hà nói: Tác phẩm của anh luôn ẩn hiện con người anh ngay thẳng mà sâu sắc, nghiêm khắc mà chi chút, vị tha mà đằm thắm, nghèo mà hào phóng. Anh đã gửi vào nghệ thuật sân khấu truyền thanh cả niềm vui, nỗi buồn, cả ước mong, khắc khoải, cả hạnh phúc và nước mắt của tâm hồn. Vũ Hà hay khóc, khóc thật sự khi có điều gì làm anh xúc động.